# Odessa (Missouri)
Odessa és una població dels Estats Units a l'estat de Missouri. Segons el cens del 2000 tenia 4.818 habitants.

## Demografia
Segons el cens del 2000, Odessa tenia 4.818 habitants, 1.887 habitatges, i 1.290 famílies. La densitat de població era de 533 habitants per km².
Dels 1.887 habitatges en un 36,5% hi vivien nens de menys de 18 anys, en un 53,8% hi vivien parelles casades, en un 10,9% dones solteres, i en un 31,6% no eren unitats familiars. En el 26,7% dels habitatges hi vivien persones soles l'11,7% de les quals corresponia a persones de 65 anys o més que vivien soles. El nombre mitjà de persones vivint en cada habitatge era de 2,52 i el nombre mitjà de persones que vivien en cada família era de 3,07.
Per edats la població es repartia de la següent manera: un 28,2% tenia menys de 18 anys, un 9% entre 18 i 24, un 30,9% entre 25 i 44, un 17,4% de 45 a 60 i un 14,4% 65 anys o més.
L'edat mediana era de 34 anys. Per cada 100 dones de 18 o més anys hi havia 89,4 homes.
La renda mediana per habitatge era de 34.007 $ i la renda mediana per família de 40.000 $. Els homes tenien una renda mediana de 35.476 $ mentre que les dones 23.047 $. La renda per capita de la població era de 17.455 $. Entorn del 8,4% de les famílies i el 9,9% de la població estaven per davall del llindar de pobresa.

## Poblacions més properes
El següent diagrama mostra les poblacions més properes.